# رافاييل ناتال
رافاييل ناتال دينيز فرانكا (اللغة Brazilian Portuguese: [ʁafaˈew naˈtaw]؛ مواليد 25 ديسمبر 1982) هو مُقاتل فنون قتالية مختلطة برازيلي.

## وصلات خارجية
- رافاييل ناتال على موقع يو إف سي (الإنجليزية)
- رافاييل ناتال على موقع شيردوغ (الإنجليزية)
- رافاييل ناتال على موقع Tapology.com (الإنجليزية)
- رافاييل ناتال على موقع IMDb (الإنجليزية)